# Melochord
Das Melochord ist ein elektronisches Musikinstrument, das als eine Frühform des Synthesizers angesehen werden kann. Es wurde 1947 von dem deutschen Ingenieur Harald Bode entwickelt und kam im Studio für elektronische Musik des Westdeutschen Rundfunks in Köln während der 1950er Jahre zum Einsatz.
Das Melochord war ein einstimmiges Instrument, es besaß einen mit Röhren aufgebauten Tongenerator und eine Schaltung zur Formung der Hüllkurve. Die Klaviatur umfasste drei Oktaven. Gestimmt war das Instrument in einer herkömmlichen
gleichtemperierten Skala. Der Tonumfang war durch Schalter auf sieben Oktaven erweiterbar. Die Lautstärke konnte mit einem Pedal beeinflusst werden.